# Luchthaven Oran es Sénia
Luchthaven Oran es Sénia (IATA: ORN, ICAO: DAOO) is een luchthaven, die 8,7 km af ligt van de stad Oran in Algerije.

## Project 2007
Andrade Guttierez, een bedrijf uit Brazilië, heeft de opdracht gekregen om een landingsbaan te bouwen op Oran, de tweede stad in Algerije. De bouw mag 20 miljoen euro kosten. In Oran wonen 650.000 mensen. Oran is als tweede stad van het land op industrieel, cultureel en educatief gebied belangrijk. Om de bouw van de landingsbaan mogelijk te maken is een Algerijns bedrijf ingeschakeld om de constructie hiervan te begeleiden.

## Ongeluk
- Op een passagiersvlucht van Oran naar Parijs, Frankrijk ontstond paniek toen bleek dat deze vlucht met aan boord meer dan 150 passagiers overbelast was. De bemanning wist het vliegtuig onder controle te krijgen en landde vervolgens veilig in Parijs.

## Luchtvaartmaatschappijen en Bestemmingen
- Aigle Azur - Basel/Mulhouse, Marseille, Lyon, Parijs-Charles de Gaulle, Parijs-Orly, Toulouse
- Air Algérie - Algiers, Alicante, Barcelona, Bechar, Casablanca, Constantine, Geneve, Ghardaia, Hassi Messaoud, In Amenas, Jeddah, Lyon, Marseille, Parijs-Charles de Gaulle, Parijs-Orly, Ouargla, Timimoun, Toulouse; Bordeaux, Brussel, Montpellier (seizoensgebonden)
- Alitalia - Rome Fiumcino (vanaf 26 maart 2013)
- Iberia - Madrid
- Royal Air Maroc - Casablanca
- Tassili Airlines - Algiers
- TUIfly Belgium - Brussels
- Tunisair - Tunis